# CHUNITHM
CHUNITHM은 세가에서 개발한 아케이드용 리듬 게임이다. maimai 시리즈의 개발진이 제작하였다. 캐치프레이즈는 '공간을 베는 신감각 음악 게임'이다.
2014년 11월 일부 일본 아케이드에서 처음으로 시연되었으며 2015년 7월 16일에 공식적으로 출시되었다. CHUNITHM이라는 게임 제목은 중2병("chūnibyō")과 리듬("rhythm")의 합성어이다.
2021년 10월 20일 라이브 스트림에서 세가는 CHUNITHM 시리즈를 재부트시키고 오리지널 "CHUNITHM"을 기반으로 한 스타일로 "CHUNITHM NEW"라는 새로운 게임을 만들 것이라고 발표했다. "CHUNITHM NEW"와 함께 신규 게임과 함께 새로운 캐비넷도 출시된다. 다음과 같은 많은 새로운 기능과 개선 사항이 새 시스템에 적용되었다.
- 120fps 모니터
- 업그레이드된 스피커, 이어폰 잭 및 터치 패널
- 디지털 결제 지원
- 아바타와 경기장 전투
- 레벨 조정, 레벨 14에서 레벨 15로 확장.

이 새로운 캐비닛은 "골드 모델"로, 이전 캐비닛은 이제 "실버 모델"로 불린다. 이전 "실버 모델" 캐비닛은 "CHUNITHM NEW"를 실행하기 위해 변환 키트를 사용하여 변환할 수 있다. 한국에서는 골드 모델을 금기체로, 실버 모델을 은기체(구기체)로 부른다. 현재 최신버전은 CHUNITHM VERSE이다.